# Günter Kappler
Günter Kappler (* 9. September 1939 in Reghin, Siebenbürgen, Rumänien) ist ein deutscher Ingenieur im Bereich Luftfahrt und Raumfahrt.

## Leben
Günter Kappler besuchte das Nikolaus-Lenau-Lyzeum in Timișoara und begann an der dortigen Polytechnischen Universität das Maschinenbaustudium. Als ausgezeichneter Sportler gehörte er zur rumänischen Wassersportnationalmannschaft.
Dies erlaubte ihm, im Jahr 1960 in den Westen umzusiedeln. Dort setzte er sein Studium an der Technischen Universität Darmstadt fort, das er 1964 mit dem Diplom abschloss. Es folgte ein zweijähriger Studienaufenthalt an der University of Pittsburgh, wo er den Abschluss Master of Science erlangte. Er kehrte nach Deutschland zurück, um als Wissenschaftlicher Assistent am Thermodynamik-Institut der Universität Karlsruhe bei Bier zu forschen. Im Rahmen dieser Tätigkeit entwickelte und baute er einen Plasmabrenner und führte erstmals in Deutschland grundlegende Experimente an Hochtemperatur/Hochgeschwindigkeits-Verbrennungsprozessen durch. Damit hat er die Basis für das damals neue internationale Forschungsgebiet der Überschallverbrennung gelegt. Mit dieser Arbeit promovierte er 1970.
Anfang 1971 begann er als Entwicklungsingenieur bei der damaligen Motoren- und Turbinen-Union in München. Kappler wurde Leiter des Bereichs Komponenten-Entwicklung für Strahltriebwerke sowie Wellenleistungstriebwerke für Hubschrauber und Fahrzeuge. Im Rahmen dieser Tätigkeit nahm er direkten Einfluss besonders auf die Konzeption schadstoffarmer Brennkammern, verbesserter Kühlverfahren, neuer Materialien (insbesondere Keramik), Wärmetauscher und neuer Messtechniken.
Nach einer einjährigen Tätigkeit als Mitglied der Geschäftsführung der AVL List in Graz, wo er das Ressort Forschung und Entwicklung auf dem Gebiet der Kolbenmotoren leitete, folgte er 1982 einem Ruf an die Technische Universität München als Professor für Flugantriebe und Direktor des Instituts für Luft- und Raumfahrt. Dort wandte er sich wieder der Grundlagenforschung zu und baute mehrere Prüfstände auf, insbesondere einen Gasturbinenprüfstand und einen Brennkammerprüfstand mit Strömungsgeschwindigkeiten bis in den Überschall. Neue Erkenntnisse zur Triebwerksregelung, zur dynamischen Triebwerksüberwachung und zum transienten Leistungsverhalten sowie zur stabilen Überschallverbrennung konnten erzielt werden. Besonders hervorzuheben ist Kapplers Entwicklung eines Konzepts für eine Triebwerksfamilie. Das Kennzeichen dieser Triebwerksfamilie ist ein gemeinsames Kerntriebwerk, in dem die anspruchsvolle Hochdruck/Hochtemperatur-Technologie vorliegt, dazu verschiedene Niederdrucksysteme. So kann ein weiter Schubbereich bei geringerem Entwicklungs- und Wartungsaufwand realisiert werden.
Ab 1990 wechselte er wieder in die Industrie. Als Mitglied der Geschäftsführung der BMW Rolls-Royce AeroEngines GmbH in Oberursel war er für die Entwicklung der Rolls-Royce BR700-Triebwerksfamilie zuständig, der ersten nachkriegsdeutschen Triebwerksfamilie für die zivile Luftfahrt. Im brandenburgischen Dahlewitz baute er hierzu das „BMW Rolls-Royce Forschungs- und Entwicklungszentrum“ auf. Im Zuge der Übernahme des Unternehmens durch Rolls-Royce verließ Kappler das Unternehmen. Weitere Etappen führten ihn zu Fairchild-Dornier in Oberpfaffenhofen und EPI Europrop International in Unterschleißheim. In diesen Unternehmen leitete die Entwicklung einer ganzen Flugzeugfamilie und war Leiter der Entwicklung des leistungsstärksten europäischen Turboprop-Triebwerks. Seit 2005 wirkt er unter anderem in Überprüfungsteams zweier Airbus-Programme des EADS-Konzernes mit, als Berater des Bundesministeriums für Wirtschaft und Technologie in Fragen der Luft- und Raumfahrtindustrie und als Mitglied des Gutachterausschusses des Luftfahrtforschungsprogramms des Bundes.
Seit Mai 2008 ist er für den Flugzeugmotorenhersteller Thielert in Lichtenstein als technischer Leiter tätig.

## Ehrungen
Aus einer langen Reihe von Auszeichnungen seien das Bundesverdienstkreuz am Bande, eine Ehrenprofessur an der Universität für Luft- und Raumfahrt Peking in der chinesischen Hauptstadt Peking, Ehrendoktorwürden der Universität der Bundeswehr München und des Polytechnikums Bukarest sowie die Ernst-Messerschmitt- und die Otto-Lilienthal-Medaillen der Deutschen Gesellschaft für Luft- und Raumfahrt erwähnt. Günter Kappler habe „wie niemand sonst in Deutschland den Triebwerksbau der letzten Jahrzehnte geprägt“, notierte die Süddeutsche Zeitung am 10. Juli 2008 in einer ausführlichen Würdigung seiner Persönlichkeit. Am 17. September 2015 wurde am Standort Dahlewitz von Rolls-Royce Deutschland der „Günter-Kappler-Cube“, ein Neubau mit Kantine, Büros und Konferenzräumen eingeweiht. 2017 erhielt Kappler den Verdienstorden des Landes Brandenburg.